# Ecsenius

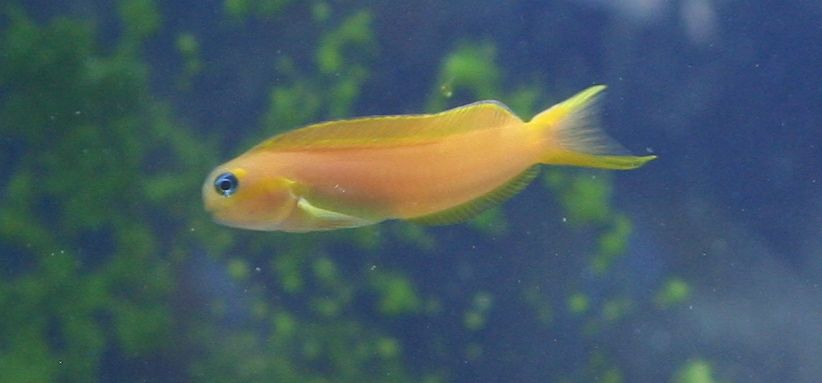
Ecsenius midas

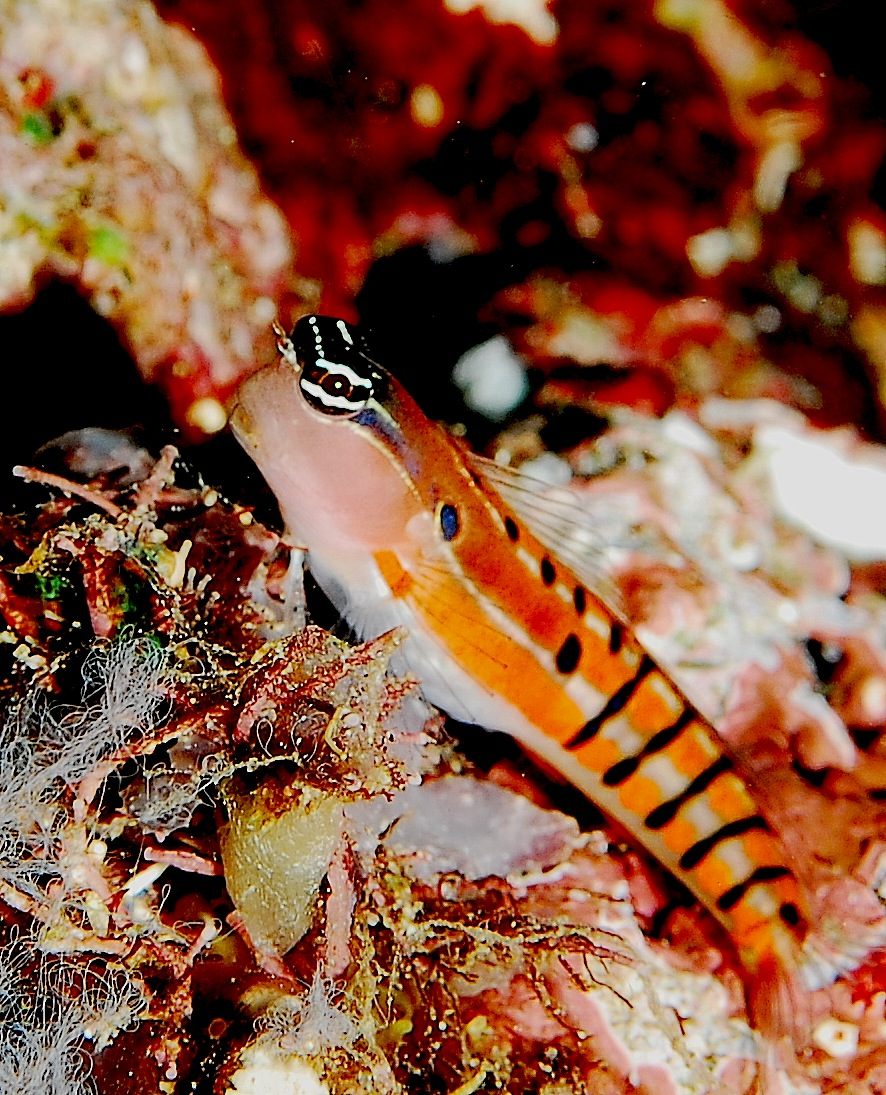
Ecsenius axelrodi

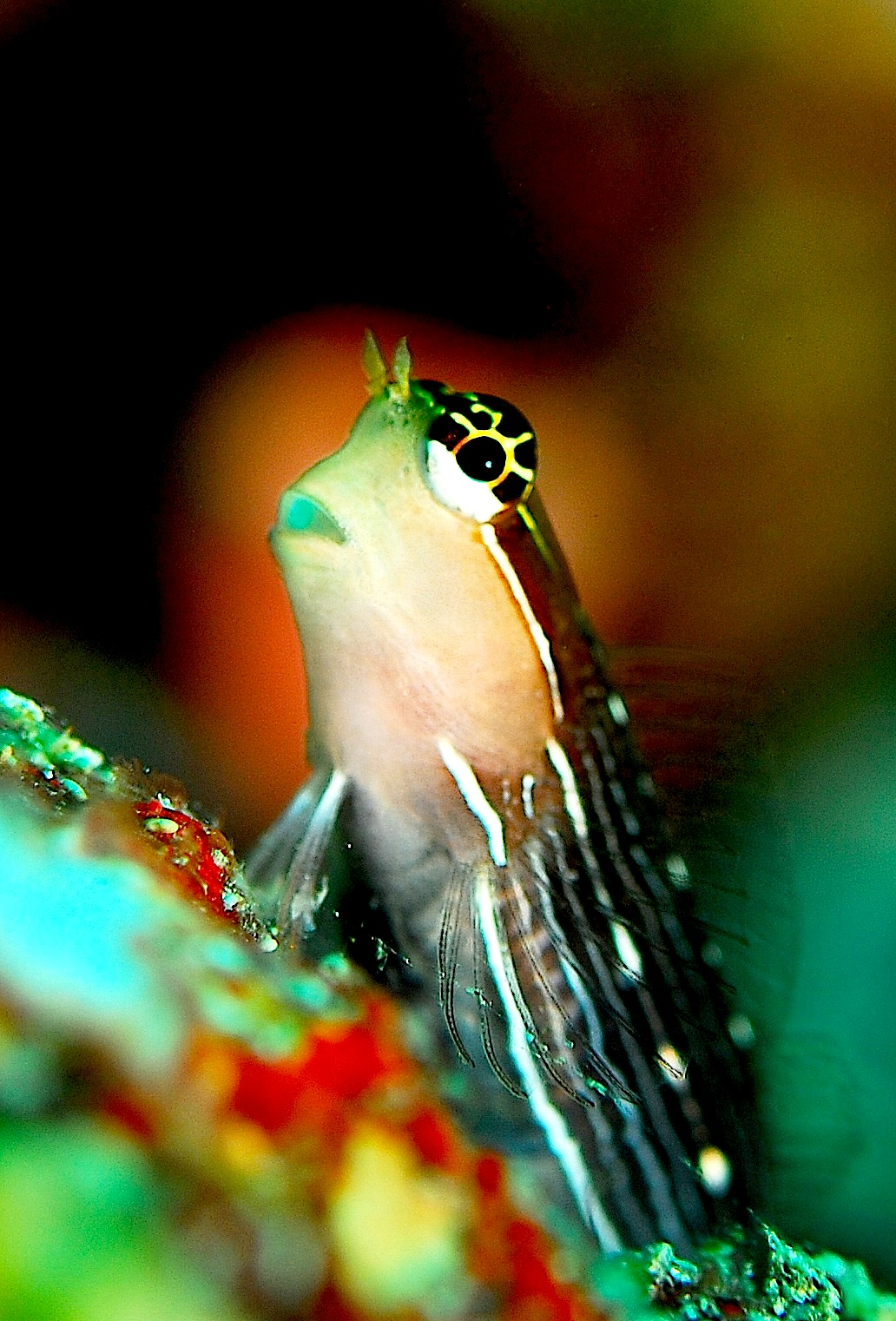
Ecsenius pictus

Ecsenius és un gènere de peixos de la família dels blènnids i de l'ordre dels perciformes.

## Taxonomia
- Ecsenius aequalis (Springer, 1988)
- Ecsenius alleni (Springer, 1988)
- Ecsenius aroni (Springer, 1971)[2]
- Ecsenius australianus (Springer, 1988)
- Ecsenius axelrodi (Springer, 1988)[3]
- Ecsenius bandanus (Springer, 1971)
- Ecsenius bathi (Springer, 1988)[3]
- Ecsenius bicolor (Day, 1888)[4]
- Ecsenius bimaculatus (Springer, 1971)[2]
- Ecsenius caeruliventris (Springer & Allen, 2004)[5]
- Ecsenius collettei (Springer, 1972)
- Ecsenius dentex (Springer, 1988)
- Ecsenius dilemma (Springer, 1988)
- Ecsenius fijiensis (Springer, 1988)
- Ecsenius fourmanoiri (Springer, 1972)
- Ecsenius frontalis (Valenciennes, 1836)[6]
- Ecsenius gravieri (Pellegrin, 1906)[7]
- Ecsenius isos (McKinney & Springer, 1976)
- Ecsenius kurti (Springer, 1988)
- Ecsenius lineatus (Klausewitz, 1962)[8]
- Ecsenius lividanalis (Chapman & Schultz, 1952)
- Ecsenius lubbocki (Springer, 1988)
- Ecsenius mandibularis (McCulloch, 1923)
- Ecsenius melarchus (McKinney & Springer, 1976)
- Ecsenius midas (Starck, 1969)[9]
- Ecsenius minutus (Klausewitz, 1963)[10]
- Ecsenius monoculus (Springer, 1988)
- Ecsenius nalolo (Smith, 1959)[11]
- Ecsenius namiyei (Jordan & Evermann, 1902)[12][13]
- Ecsenius niue (Springer, 2002)[14]
- Ecsenius oculatus (Springer, 1988)
- Ecsenius oculus (Springer, 1971)[15]
- Ecsenius ops (Springer & Allen, 2001)[16]
- Ecsenius opsifrontalis (Chapman & Schultz, 1952)[17]
- Ecsenius pardus (Springer, 1988)
- Ecsenius paroculus (Springer, 1988)
- Ecsenius pictus (McKinney & Springer, 1976)[18]
- Ecsenius polystictus (Springer & Randall, 1999)[19]
- Ecsenius portenoyi (Springer, 1988)
- Ecsenius prooculis (Chapman & Schultz, 1952)
- Ecsenius pulcher (Murray, 1887)[20]
- Ecsenius randalli (Springer, 1991)[21]
- Ecsenius schroederi (McKinney & Springer, 1976)
- Ecsenius sellifer (Springer, 1988)
- Ecsenius shirleyae (Springer & Allen, 2004)[5]
- Ecsenius stictus (Springer, 1988)
- Ecsenius stigmatura (Fowler, 1952)
- Ecsenius taeniatus (Springer, 1988)
- Ecsenius tessera (Springer, 1988)
- Ecsenius tigris (Springer, 1988)
- Ecsenius tricolor (Springer & Allen, 2001)[22]
- Ecsenius trilineatus (Springer, 1972)
- Ecsenius yaeyamaensis (Aoyagi, 1954)[23][24][25][26][27][28][29]